# Francisco Gregorio Billini

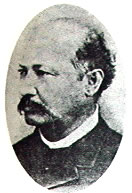

Francisco Gregorio Billini (25 de abril de 1844 - 28 de novembro de 1898 em Santo Domingo) foi um escritor, pedagogo e político dominicano. Atuou como presidente da República Dominicana, de 1 de setembro de 1884 até 16 de maio de 1885. Na realidade, o ditador Ulises Heureaux exerceu o verdadeiro poder por trás dos bastidores.